# 대한민국의 행정 수도 이전
대한민국의 행정 수도 이전은 수도권 집중 현상을 막기 위해서 출범한 현안이다.

## 같이 보기
- 세종특별자치시